# Wintu (tribu)
 (février 2023).
Si vous disposez d'ouvrages ou d'articles de référence ou si vous connaissez des sites web de qualité traitant du thème abordé ici, merci de compléter l'article en donnant les références utiles à sa vérifiabilité et en les liant à la section « Notes et références ».
Les Wintu, ou Wintun du Nord, sont des autochtones amérindiens vivant dans le Nord de la Californie. Leur territoire traditionnel se situe sur le versant occidental de la partie septentrionale de la vallée de Sacramento, du fleuve du même nom jusqu'aux California Coast Ranges, mais comprend également quelques terres près des rivières McCloud et Trinity. Leur langue, le wintu, de la famille des langues wintuanes, est quasiment éteinte.